# Wayne Wheeler
Wayne Bidwell Wheeler (Brookfield, 10 november 1869 ― Battle Creek 5 september 1927) was een Amerikaans docent, advocaat en activist. Hij kreeg vooral veel bekendheid als leider van de Anti-Saloon League tijdens de droogleggingsperiode in de Verenigde Staten.

## Biografie
Wayne Wheeler werd op 10 november 1869 geboren in Brookfield, in de Amerikaanse staat Ohio. Wheeler groeide op op de boerderij van zijn ouders. Al vroeg had hij anti-alcoholische standpunten, nadat een boerenknecht, tijdens een dronken bui, Wheeler met een hooivork neerstak. Sindsdien had Wheeler een afkeer van alcohol. Wheeler ging in zijn woonplaats naar school en nadat hij was geslaagd werd hij docent bij een lokale school. Van 1890 tot 1894 studeerde hij aan het Oberlin College in Ohio. Daarna studeerde hij rechten aan de Western Reserve University en behaalde hij zijn diploma in 1898.

## Rol bij de Anti-Saloon League
Nadat hij in 1894 was afgestudeerd kwam hij in contact met Howard Hyde Russell, die Wheeler een baan aanbood bij de Anti-Saloon League. De Anti-Saloon League is een politieke organisatie die strijdt naar het volledig verbannen van alcohol. Wheeler nam de baan direct aan en combineerde zijn studie rechten met zijn activiteiten bij de ASL. Nadat hij zijn diploma rechten haalde, kreeg Wheeler een functie bij de juridische afdeling van de ASL. In 1904 werd hij leider van de Anti-Saloon League, een functie die hij tot aan zijn dood vervulde. Als leider van de ASL voerde hij campagne voor het verbieden van alcoholische dranken. Alcoholisme was toen een groot probleem in de Verenigde Staten. De ASL probeerde door middel van propagandacampagnes en demonstraties hun boodschap te verspreiden. Sinds zijn aantreden als leider werd de invloed van de ASL steeds groter. Dat kwam mede doordat er veel ASL-leden in het Amerikaanse Congres zaten. Ook in het Huis van Afgevaardigden zaten veel aanhangers van de Anti-Saloon League. Dit leidde in 1919 tot het achttiende amendement, waarin het produceren, transporteren en verkoop van alcohol verboden werd. Dit werd het begin van de droogleggingsperiode in de Verenigde Staten. Het invoeren van het amendement wordt nog steeds gezien als de grote doorbraak van Wayne Wheeler.

## Rol tijdens de drooglegging
Tijdens de beginjaren van de droogleggingsperiode was Wheelers invloed groot. Nadat het amendement werd ingevoerd richtte Wheeler het Bureau of Prohibition op. Met dit bureau werd er gecontroleerd of burgers en bedrijven zich wel hielden aan het amendement. Midden jaren twintig kwam er meer kritiek op het amendement en verlangden mensen en bedrijven weer naar het produceren en consumeren van alcohol. Wheeler was hierop tegen, maar toen de kritiek groeide nam Wheelers' invloed steeds verder af. Dit kwam ook door de criminaliteit die mede door de drooglegging ontstond. Ook kwam er steeds meer kritiek op Wheeler en de ASL, vanwege de economische gevolgen van het invoeren van het amendement. De Verenigde Staten liepen namelijk heel veel geld mis door het amendement. Wheeler heeft tot aan zijn dood de kritiek niet serieus genomen, maar na zijn dood werd op 5 december 1933 het amendement afgeschaft en werd alcohol weer legaal in de VS.

## Dood en nalatenschap
Wheeler stierf op 5 september 1927 in Battle Creek (Michigan) op 57-jarige leeftijd aan het gevolg van een nierziekte. Hij werd begraven op de Green Lawn Cemetery in Ohio.
Tegenwoordig wordt Wheeler gezien als het gezicht van de anti-alcoholbewegingen die in de jaren 10 van de twintigste eeuw plaatsvonden. Zijn manier van aanpak, hoe hij draagvlak wist te winnen voor het verbieden van alcohol, kreeg de naam Wheelerisme. Hij wordt nog steeds geroemd in anti-alcoholische kringen. De Anti-Saloon League, die Wheeler van 1904 tot 1927 leidde, bestaat nog steeds, maar heet sinds 2016 de American Council on Addiction and Alcohol Problems (ACAAP).
- International Standard Name Identifier: 0000 0000 4296 7026
- Library of Congress Control Number: n93002796
- Nationale Bibliotheek van Israël: 987007364542005171
- SNAC: w6hx1fmm
- Virtual International Authority File: 18886656
- WorldCat: E39PBJxH48jJKygJX9Gf3TpVmd